# Jakomići
 Jakomići  (olaszul: Giacominici) falu Horvátországban, Isztria megyében. Közigazgatásilag Pićanhoz tartozik.

## Fekvése
Az Isztriai-félsziget közepén, Pazintól 12 km-re délkeletre, községközpontjától 2 km-re északkeletre fekszik.

## Története
A településnek 1880-ban 247, 1910-ben 272 lakosa volt. Az első világháború után Olaszország része lett, majd a második világháborút követően Jugoszláviához csatolták. Jugoszlávia felbomlása után 1991-ben a független Horvátország része lett. 1993-ig Labin községhez tartozott, azóta Pićan község része. Lakói főként mezőgazdasággal és állattartással foglalkoztak. 2011-ben 180 lakosa volt.

## Lakosság
| Lakosság változása | Lakosság változása | Lakosság változása | Lakosság változása | Lakosság változása | Lakosság változása | Lakosság változása | Lakosság változása | Lakosság változása | Lakosság változása | Lakosság változása | Lakosság változása | Lakosság változása | Lakosság változása | Lakosság változása | Lakosság változása |
| ------------------ | ------------------ | ------------------ | ------------------ | ------------------ | ------------------ | ------------------ | ------------------ | ------------------ | ------------------ | ------------------ | ------------------ | ------------------ | ------------------ | ------------------ | ------------------ |
| 1857               | 1869               | 1880               | 1890               | 1900               | 1910               | 1921               | 1931               | 1948               | 1953               | 1961               | 1971               | 1981               | 1991               | 2001               | 2011               |
| 0                  | 0                  | 247                | 309                | 239                | 272                | 0                  | 0                  | 327                | 349                | 301                | 311                | 270                | 236                | 208                | 180                |